# ディビス・チャゴ・サントス・ダ・シルバ
ディビス・チャゴ・サントス・ダ・シルバ（Deives Thiago Santos da Silva、1982年4月1日 - ）は、ブラジル・リオグランデ・ド・スル州ポルト・アレグレ出身のプロサッカー選手。ポジションはミッドフィールダー。

## 経歴
U-23 ガウショ（リオグランデ・ド・スル州）選抜に選ばれたことがある。
2003年にジュビロ磐田に期限付き移籍するが、天皇杯1試合のみの出場でチームを去った。

## 所属クラブ
- 2001年 - 2003年  ECサン・ジョゼ
  - 2003年 → ジュビロ磐田 (期限付き移籍)
- 2004年  グレミオFBPA
- 2006年  SCウルブラ
- 2007年  クルーベ・エスポルチーヴォ・ベント・ゴンサウヴェス（ポルトガル語版）
- 2008年  グアラニーFC（ポルトガル語版）
- 2008年  セアラーSC
- 2009年  トリンダーデAC（ポルトガル語版）
- 2009年  セラミカAC（ポルトガル語版）
- 2010年  ECインテルナシオナル (リオグランデ・ド・スル州)
- 2010年  シアノルテFC
- 2011年  ルヴェルデンセEC
- 2011年 - 2012年  ECアヴェニダ
- 2012年  AERサント・アンジェロ（ポルトガル語版）
- 2012年  エルシリオ・ルスFC
- 2012年  ECサン・ジョゼ
- 2013年  ECノロエスチ
- 2013年  ウニオン・フレデリケンセ・ジ・フチボウ（ポルトガル語版）
- 2014年  CAジュベントス (サンタカタリーナ州)（ポルトガル語版）
- 2015年  サンタ・エレナEC（ポルトガル語版）

## 個人成績
| 国内大会個人成績 | 国内大会個人成績 | 国内大会個人成績 | 国内大会個人成績 | 国内大会個人成績 | 国内大会個人成績 | 国内大会個人成績 | 国内大会個人成績 | 国内大会個人成績 | 国内大会個人成績 | 国内大会個人成績 | 国内大会個人成績 |
| 年度             | クラブ           | 背番号           | リーグ           | リーグ戦         | リーグ戦         | リーグ杯         | リーグ杯         | オープン杯       | オープン杯       | 期間通算         | 期間通算         |
| 年度             | クラブ           | 背番号           | リーグ           | 出場             | 得点             | 出場             | 得点             | 出場             | 得点             | 出場             | 得点             |
| 日本             | 日本             | 日本             | 日本             | リーグ戦         | リーグ戦         | リーグ杯         | リーグ杯         | 天皇杯           | 天皇杯           | 期間通算         | 期間通算         |
| ---------------- | ---------------- | ---------------- | ---------------- | ---------------- | ---------------- | ---------------- | ---------------- | ---------------- | ---------------- | ---------------- | ---------------- |
| 2003             | 磐田             | 29               | J1               | 0                | 0                | 0                | 0                | 1                | 0                | 1                | 0                |
| 通算             | 日本             | 日本             | J1               | 0                | 0                | 0                | 0                | 1                | 0                | 1                | 0                |
| 総通算           | 総通算           | 総通算           | 総通算           | 0                | 0                | 0                | 0                | 1                | 0                | 1                | 0                |